# Lijst van watertorens in Henegouwen
Deze (onvolledige) lijst toont een overzicht van watertorens in de provincie Henegouwen.
| Watertoren                                                 | Plaats                      | Provincie/gewest | Bouwjaar | Status        | Hoogte (m) | Inhoud 1 (m³) | Inhoud 2 (m³) | Architect | Foto |
| ---------------------------------------------------------- | --------------------------- | ---------------- | -------- | ------------- | ---------- | ------------- | ------------- | --------- | ---- |
| Watertoren Aat (Chaussée de Bruxelles)                     | Aat                         | Henegouwen       |          |               |            |               |               |           |      |
| Watertoren Aat (Rue des Tuileries)                         | Aat                         | Henegouwen       | 1989     |               |            | 1500          |               |           |      |
| Watertoren Aat (Boulevard des Glacis)                      | Aat                         | Henegouwen       |          |               |            |               |               |           |      |
| Watertoren Aiseau-Presles (Rue des Ecureuils)              | Aiseau-Presles              | Henegouwen       | 1976     |               |            | 1300          |               |           |      |
| Watertoren Aiseau-Presles (Rue des Talandiers)             | Aiseau-Presles              | Henegouwen       | 1984     |               |            | 320           |               |           |      |
| Watertoren Anderlues (Rue du Château d'eau)                | Anderlues                   | Henegouwen       |          |               |            | 225           |               |           |      |
| Watertoren Anderlues (Chemin du Boussart)                  | Anderlues                   | Henegouwen       | 1936     |               |            |               |               |           |      |
| Watertoren (Antoing)                                       | Antoing                     | Henegouwen       | 1931     |               |            |               |               |           |      |
| Watertoren (Aulnois)                                       | Aulnois                     | Henegouwen       | 1958     |               |            | 200           |               |           |      |
| Watertoren Baileux (Rue de la Gâte)                        | Baileux                     | Henegouwen       | 1958     |               |            | 110           |               |           |      |
| Watertoren Baileux (Rue de Rocroi)                         | Baileux                     | Henegouwen       | 1976     |               |            | 1000          |               |           |      |
| Watertoren (Barry)                                         | Barry                       | Henegouwen       | 1966     |               |            | 1000          |               |           |      |
| Watertoren (Basècles)                                      | Basècles                    | Henegouwen       | 1933     |               |            | 500           |               |           |      |
| Watertoren (Baudour)                                       | Baudour                     | Henegouwen       |          |               |            | 250           |               |           |      |
| Watertoren (Beignée)                                       | Beignée                     | Henegouwen       | 1930     |               |            |               |               |           |      |
| Watertoren (Bergen)                                        | Bergen                      | Henegouwen       |          |               |            |               |               |           |      |
| Watertoren (Bernissart)                                    | Bernissart                  | Henegouwen       |          |               |            |               |               |           |      |
| Watertoren (Binche)                                        | Binche                      | Henegouwen       |          |               |            |               |               |           |      |
| Watertoren (Bonsecours)                                    | Bonsecours                  | Henegouwen       | 1911     |               |            | 200           |               |           |      |
| Watertoren Bouffioulx (Rue Saint-Blaise)                   | Bouffioulx                  | Henegouwen       | 1934     |               |            | 500           | 75            |           |      |
| Watertoren Bouffioulx (Rue du Nouveau Puits)               | Bouffioulx                  | Henegouwen       |          |               |            | 40            |               |           |      |
| Watertoren Boussu (Rue de Colfontaine)                     | Boussu                      | Henegouwen       | 1949     |               |            | 200           |               |           |      |
| Watertoren Boussu (Rue de Dour)                            | Boussu                      | Henegouwen       |          |               |            |               |               |           |      |
| Watertoren (Boussu-lez-Walcourt)                           | Boussu-lez-Walcourt         | Henegouwen       | 1996     |               |            |               |               |           |      |
| Watertoren Bray (Avenue du Charbonnage)                    | Bray                        | Henegouwen       |          |               |            |               |               |           |      |
| Watertoren Bray (Chemin de Havré à Bray)                   | Bray                        | Henegouwen       | 1990     |               |            | 1500          |               |           |      |
| Watertoren (Brugelette)                                    | Brugelette                  | Henegouwen       | 1938     |               |            | 200           |               |           |      |
| Watertoren (Callenelle)                                    | Callenelle                  | Henegouwen       |          |               |            |               |               |           |      |
| Watertoren Carnières (Rue Mon Plaisir)                     | Carnières                   | Henegouwen       | 1936     |               |            | 300           |               |           |      |
| Watertoren Carnières (Rue du Trichon)                      | Carnières                   | Henegouwen       | 1938     |               |            | 300           |               |           |      |
| Watertoren (Casteau)                                       | Casteau                     | Henegouwen       |          |               |            |               |               |           |      |
| Watertoren Casteau (Route d'Ath)                           | Casteau                     | Henegouwen       |          |               |            |               |               |           |      |
| Watertoren Casteau (Rue Mercator)                          | Casteau                     | Henegouwen       | 1936     |               |            | 200           |               |           |      |
| Watertoren Casteau (Rue d'Ankara)                          | Casteau                     | Henegouwen       | 1966     |               |            | 1000          |               |           |      |
| Watertoren Chapelle-lez-Herlaimont (Chaussée de Bascoup)   | Chapelle-lez-Herlaimont     | Henegouwen       |          |               |            |               |               |           |      |
| Watertoren Chapelle-lez-Herlaimont (Rue J. Wauters)        | Chapelle-lez-Herlaimont     | Henegouwen       | 1933     |               |            | 350           |               |           |      |
| Watertoren (Charleroi)                                     | Charleroi                   | Henegouwen       |          |               |            |               |               |           |      |
| Watertoren Châtelet (Rue des Binches)                      | Châtelet                    | Henegouwen       | 1954     |               |            |               |               |           |      |
| Watertoren Châtelet (Rue de la Jutice)                     | Châtelet                    | Henegouwen       | 1954     |               |            | 1800          |               |           |      |
| Watertoren Châtelet (Charbonnage du Carabinier)            | Châtelet                    | Henegouwen       |          |               |            |               |               |           |      |
| Watertoren Châtelineau (Rue de Farciennes)                 | Châtelineau                 | Henegouwen       | 1896     |               |            | 80            |               |           |      |
| Watertoren Châtelineau (Rue Wilmart)                       | Châtelineau                 | Henegouwen       | 1960     |               |            | 1200          |               |           |      |
| Watertoren (Chièvres)                                      | Chièvres                    | Henegouwen       | 1950     |               |            | 300           |               |           |      |
| Watertoren (Couillet)                                      | Couillet                    | Henegouwen       | 1960     |               |            | 800           |               |           |      |
| Watertoren Courcelles (Rue de la Glacerie)                 | Courcelles                  | Henegouwen       |          |               |            |               |               |           |      |
| Watertoren Courcelles (Rue du Château d'eau)               | Courcelles                  | Henegouwen       | 1928     |               |            | 550           |               |           |      |
| Watertoren Dampremy (Route de Mons, 1928)                  | Dampremy                    | Henegouwen       | 1928     |               |            | 600           |               |           |      |
| Watertoren Dampremy (Route de Mons, 1962)                  | Dampremy                    | Henegouwen       | 1962     |               |            | 600           |               |           |      |
| Watertoren Dampremy (Rue du Château d'eau)                 | Dampremy                    | Henegouwen       | 1906     |               |            | 1000          |               |           |      |
| Watertoren (Doornik)                                       | Doornik                     | Henegouwen       | 1921     |               |            | 300           |               |           |      |
| Watertoren (Dour)                                          | Dour                        | Henegouwen       | 1986     |               |            | 700           |               |           |      |
| Watertoren (Ellignies-Sainte-Anne)                         | Ellignies-Sainte-Anne       | Henegouwen       | 1959     |               |            | 150           |               |           |      |
| Watertoren (Erbisœul)                                      | Erbisœul                    | Henegouwen       | 2002     |               |            | 500           |               |           |      |
| Watertoren (Erquelinnes)                                   | Erquelinnes                 | Henegouwen       |          |               |            |               |               |           |      |
| Watertoren Erquelinnes (Rue Paul Pastur)                   | Erquelinnes                 | Henegouwen       |          |               |            |               |               |           |      |
| Watertoren (Erquennes)                                     | Erquennes                   | Henegouwen       | 1950     |               |            | 150           |               |           |      |
| Watertoren Farciennes (Rue Campinaire)                     | Farciennes                  | Henegouwen       |          |               |            | 140           |               |           |      |
| Watertoren Feluy                                           | Feluy                       | Henegouwen       | 1972     | Niet voltooid |            | 2000          |               |           |      |
| Watertoren Fleurus (Rue de l'Observatoire)                 | Fleurus                     | Henegouwen       | 1900     |               |            | 350           |               |           |      |
| Watertoren Fleurus (Rue du Vieux Campinaire)               | Fleurus                     | Henegouwen       | 1983     |               |            | 1500          |               |           |      |
| Watertoren Fleurus (Chaussée de Gilly)                     | Fleurus                     | Henegouwen       | 1899     |               |            | 70            |               |           |      |
| Watertoren Fontaine-l'Évêque (Sentier Adrienne)            | Fontaine-l'Évêque           | Henegouwen       | 1956     |               |            | 700           |               |           |      |
| Watertoren Fontaine-l'Évêque (Chaussée de Mons)            | Fontaine-l'Évêque           | Henegouwen       | 1965     |               |            | 45            |               |           |      |
| Watertoren Fontaine-l'Évêque (Rue de Piéton)               | Fontaine-l'Évêque           | Henegouwen       | 1940     |               |            | 42            |               |           |      |
| Watertoren Forchies-la-Marche (Rue Mouligneau)             | Forchies-la-Marche          | Henegouwen       |          |               |            |               |               |           |      |
| Watertoren Forchies-la-Marche (Rue O. Carlier)             | Forchies-la-Marche          | Henegouwen       | 1938     |               |            | 500           |               |           |      |
| Watertoren (Forges)                                        | Forges                      | Henegouwen       | 1990     |               |            | 500           |               |           |      |
| Watertoren (Froidchapelle)                                 | Froidchapelle               | Henegouwen       | 1965     |               |            | 400           |               |           |      |
| Watertoren (Froidmont)                                     | Froidmont                   | Henegouwen       | 1957     |               |            | 400           |               |           |      |
| Watertoren (Gaurain-Ramecroix)                             | Gaurain-Ramecroix           | Henegouwen       | 1997     |               |            | 1000          |               |           |      |
| Watertoren (Gellingen)                                     | Gellingen                   | Henegouwen       | 1950     |               |            | 150           |               |           |      |
| Watertoren (Gellingen)                                     | Gellingen                   | Henegouwen       | 2004     |               |            | 1500          |               |           |      |
| Watertoren (Gerpinnes)                                     | Gerpinnes                   | Henegouwen       | 1956     |               |            | 200           |               |           |      |
| Watertoren Ghlin (Route de Baudour)                        | Ghlin                       | Henegouwen       | 1970     |               |            | 750           |               |           |      |
| Watertoren Ghlin (Rue des Ayettes)                         | Ghlin                       | Henegouwen       | 2014     | In aanbouw    | 40         | 2000          |               |           |      |
| Watertoren Gilly (Rue des Nutons)                          | Gilly                       | Henegouwen       | 1939     |               |            | 350           |               |           |      |
| Watertoren Gilly (Rue des Sarts Culpart)                   | Gilly                       | Henegouwen       |          |               |            |               |               |           |      |
| Watertoren Gosselies (Avenue des États-Unis)               | Gosselies                   | Henegouwen       | 1967     |               |            | 1250          |               |           |      |
| Watertoren Gosselies (Rue Baty de Melonsart)               | Gosselies                   | Henegouwen       |          |               |            |               |               |           |      |
| Watertoren Gosselies (Rue des Emailleries)                 | Gosselies                   | Henegouwen       | 1980     |               |            | 2350          |               |           |      |
| Watertoren Gosselies (Rue du Tahon)                        | Gosselies                   | Henegouwen       | 1924     |               |            | 500           |               |           |      |
| Watertoren Gosselies (Rue Auguste Picard)                  | Gosselies                   | Henegouwen       |          |               |            |               |               |           |      |
| Watertoren (Goutroux)                                      | Goutroux                    | Henegouwen       | 1956     |               |            | 200           |               |           |      |
| Watertoren Gouy-lez-Piéton (Rue des Nauwes)                | Gouy-lez-Piéton             | Henegouwen       | 1948     |               |            | 150           |               |           |      |
| Watertoren Gouy-lez-Piéton (Rue de Luttre)                 | Gouy-lez-Piéton             | Henegouwen       | 1932     |               |            | 350           |               |           |      |
| Watertoren (Gozée)                                         | Gozée                       | Henegouwen       | 1976     |               |            | 500           |               |           |      |
| Watertoren (Grand-Reng)                                    | Grand-Reng                  | Henegouwen       |          |               |            | 200           |               |           |      |
| Watertoren Haine-Saint-Paul (Rue Hoyoux)                   | Haine-Saint-Paul            | Henegouwen       | 1922     |               |            | 400           |               |           |      |
| Watertoren (Harveng)                                       | Harveng                     | Henegouwen       | 1956     |               |            | 100           |               |           |      |
| Watertoren Hennuyères (Route de Bruxelles)                 | Hennuyères                  | Henegouwen       | 1931     |               |            | 300           |               |           |      |
| Watertoren Hennuyères (Chemin du Château d'eau)            | Hennuyères                  | Henegouwen       |          |               |            |               |               |           |      |
| Watertoren (Hensies)                                       | Hensies                     | Henegouwen       |          |               |            |               |               |           |      |
| Watertoren (Heppignies)                                    | Heppignies                  | Henegouwen       | 1950     |               |            | 250           |               |           |      |
| Watertoren (Herchies)                                      | Herchies                    | Henegouwen       | 1956     |               |            | 500           |               |           |      |
| Watertoren (Horrues)                                       | Horrues                     | Henegouwen       | 1962     |               |            | 300           |               |           |      |
| Watertoren (Houdeng-Aimeries)                              | Houdeng-Aimeries            | Henegouwen       | 1900     |               |            | 450           | 450           |           |      |
| Watertoren (Houdeng-Gœgnies)                               | Houdeng-Gœgnies             | Henegouwen       |          |               |            |               |               |           |      |
| Watertoren (Jemappes)                                      | Jemappes                    | Henegouwen       |          |               |            |               |               |           |      |
| Watertoren Jumet (Rue de Bayemont)                         | Jumet                       | Henegouwen       | 1972     |               |            | 3000          | 3000          |           |      |
| Watertoren Jumet (Chaussée de Bruxelles)                   | Jumet                       | Henegouwen       | 1944     |               |            | 2000          | 2000          |           |      |
| Watertoren Jumet                                           | Jumet                       | Henegouwen       |          |               |            |               |               |           |      |
| Watertoren La Bouverie (Rue du Peuple)                     | La Bouverie                 | Henegouwen       |          |               |            | 75            |               |           |      |
| Watertoren La Bouverie (Rue de France)                     | La Bouverie                 | Henegouwen       | 1937     |               |            | 1000          |               |           |      |
| Watertoren La Hestre (Cité de la Briquetterie)             | La Hestre                   | Henegouwen       | 1938     |               |            | 600           |               |           |      |
| Watertoren La Hestre (Parc de Mariemont)                   | La Hestre                   | Henegouwen       | 1868     |               |            | 50            |               |           |      |
| Watertoren La Louvière (Rue des Droits de l'Homme)         | La Louvière                 | Henegouwen       |          |               |            |               |               |           |      |
| Watertoren La Louvière (Rue de la Déportation)             | La Louvière                 | Henegouwen       | 1947     |               |            |               |               |           |      |
| Watertoren La Louvière (Rue Deberghe)                      | La Louvière                 | Henegouwen       |          |               |            |               |               |           |      |
| Watertoren La Louvière (Rue des Boulonneries)              | La Louvière                 | Henegouwen       |          |               |            |               |               |           |      |
| Watertoren La Louvière (Rue des Rivaux)                    | La Louvière                 | Henegouwen       |          |               |            |               |               |           |      |
| Watertoren La Louvière (Rue des Boulonneries)              | La Louvière                 | Henegouwen       |          |               |            |               |               |           |      |
| Watertoren La Louvière (Rue Emile Urbain)                  | La Louvière                 | Henegouwen       | 1936     |               |            | 120           |               |           |      |
| Watertoren La Louvière (Chemin des Diables)                | La Louvière                 | Henegouwen       |          |               |            |               |               |           |      |
| Watertoren La Louvière (Avenue de la Mutualité)            | La Louvière                 | Henegouwen       | 1922     |               |            | 500           |               |           |      |
| Watertoren La Louvière (Rue de l'Egalité)                  | La Louvière                 | Henegouwen       |          |               |            |               |               |           |      |
| Watertoren La Louvière (Tierne du Bouillon, 1912)          | Haine-Saint-Paul            | Henegouwen       |          |               |            | 800           |               |           |      |
| Watertoren La Louvière (Tierne du Bouillon)                | Haine-Saint-Paul            | Henegouwen       |          |               |            | 1200          |               |           |      |
| Watertoren (Lambusart)                                     | Lambusart                   | Henegouwen       | 1923     |               |            | 550           |               |           |      |
| Watertoren (Le Rœulx)                                      | Le Rœulx                    | Henegouwen       | 1929     |               |            | 250           |               |           |      |
| Watertoren (Leers-et-Fosteau)                              | Leers-et-Fosteau            | Henegouwen       | 1970     |               |            | 400           |               |           |      |
| Watertoren (Lens)                                          | Lens                        | Henegouwen       | 1934     |               |            | 100           |               |           |      |
| Watertoren Lessen (Rue René Magritte)                      | Lessen                      | Henegouwen       | 1922     |               |            | 150           |               |           |      |
| Watertoren Lessen (Rue de Frasnes)                         | Lessen                      | Henegouwen       | 1936     |               |            | 200           |               |           |      |
| Watertoren Lessen (Rue du Château d'eau)                   | Lessen                      | Henegouwen       | 1936     |               |            | 300           |               |           |      |
| Watertoren (Lessenbos)                                     | Lessenbos                   | Henegouwen       | 1957     |               |            | 100           | 150           |           |      |
| Watertoren (Lettelingen)                                   | Lettelingen                 | Henegouwen       | 1930     |               |            | 200           |               |           |      |
| Watertoren (Leuze-en-Hainaut)                              | Leuze-en-Hainaut            | Henegouwen       | 1932     |               |            | 300           |               |           |      |
| Watertoren Leval-Trahegnies (Rue de Fontaine)              | Leval-Trahegnies            | Henegouwen       |          |               |            |               |               |           |      |
| Watertoren Leval-Trahegnies (Charbonnages de Ressaix)      | Leval-Trahegnies            | Henegouwen       |          |               |            |               |               |           |      |
| Watertoren (Liberchies)                                    | Liberchies                  | Henegouwen       | 1940     |               |            | 450           |               |           |      |
| Watertoren (Lodelinsart)                                   | Lodelinsart                 | Henegouwen       | 1904     |               |            | 600           |               |           |      |
| Watertoren (Loverval)                                      | Loverval                    | Henegouwen       | 1990     |               |            | 1000          |               |           |      |
| Watertoren (Macon)                                         | Macon                       | Henegouwen       |          |               |            |               |               |           |      |
| Watertoren (Mainvault)                                     | Mainvault                   | Henegouwen       |          |               |            |               |               |           |      |
| Watertoren Manage (Rue de Familleureux)                    | Manage                      | Henegouwen       | 1938     |               |            | 350           |               |           |      |
| Watertoren Manage (Rue Saint-Hubert)                       | Manage                      | Henegouwen       | 1938     |               |            | 117           |               |           |      |
| Watertoren Manage (Rue de la Troupette)                    | Manage                      | Henegouwen       | 1934     |               |            | 300           |               |           |      |
| Watertoren (Marche-lez-Écaussinnes)                        | Marche-lez-Écaussinnes      | Henegouwen       |          |               |            | 350           |               |           |      |
| Watertoren Marchienne-au-Pont (Rue des Prairies)           | Marchienne-au-Pont          | Henegouwen       | 1944     |               |            | 400           |               |           |      |
| Watertoren Marchienne-au-Pont (Rue Blase)                  | Marchienne-au-Pont          | Henegouwen       | 1929     |               |            | 300           |               |           |      |
| Watertoren Marchienne-au-Pont (Rue de la Providence)       | Marchienne-au-Pont          | Henegouwen       | 1922     |               |            | 1200          |               |           |      |
| Watertoren Marchienne-au-Pont (Route de Mons)              | Marchienne-au-Pont          | Henegouwen       | 1937     |               |            | 700           | 700           |           |      |
| Watertoren Marcinelle (Route de Marchienne)                | Marcinelle                  | Henegouwen       |          |               |            | 1040          | 370           |           |      |
| Watertoren Marcinelle (Rue Vital Françaisse)               | Marcinelle                  | Henegouwen       |          |               |            | 750           | 250           |           |      |
| Watertoren Marcinelle (Rue du Cerisier)                    | Marcinelle                  | Henegouwen       | 1936     |               |            | 1000          |               |           |      |
| Watertoren (Maurage)                                       | Maurage                     | Henegouwen       |          |               |            |               |               |           |      |
| Watertoren (Meslin-l'Évêque)                               | Meslin-l'Évêque             | Henegouwen       | 1970     |               |            | 500           |               |           |      |
| Watertoren Moeskroen (Pont Sainte-Thèrèse)                 | Moeskroen                   | Henegouwen       | 1938     |               |            | 250           |               |           |      |
| Watertoren Moeskroen (Place de la Fraternité)              | Moeskroen                   | Henegouwen       | 1935     |               |            | 900           |               |           |      |
| Watertoren (Monceau-sur-Sambre)                            | Monceau-sur-Sambre          | Henegouwen       | 1930     |               |            | 1000          |               |           |      |
| Watertoren (Mont-Sainte-Geneviève)                         | Mont-Sainte-Geneviève       | Henegouwen       | 1939     |               |            | 500           |               |           |      |
| Watertoren Mont-sur-Marchienne (Route de Mons)             | Mont-sur-Marchienne         | Henegouwen       |          |               |            |               |               |           |      |
| Watertoren Mont-sur-Marchienne (Rue de la Claire Fontaine) | Mont-sur-Marchienne         | Henegouwen       |          |               |            |               |               |           |      |
| Watertoren Mont-sur-Marchienne (Rue des Déportés)          | Mont-sur-Marchienne         | Henegouwen       | 1973     |               |            | 1000          | 1500          |           |      |
| Watertoren (Montigny-le-Tilleul)                           | Montigny-le-Tilleul         | Henegouwen       | 1941     |               |            | 450           |               |           |      |
| Watertoren (Montignies-Saint-Christophe)                   | Montignies-Saint-Christophe | Henegouwen       | 1958     |               |            | 400           |               |           |      |
| Watertoren Montignies-sur-Sambre (Chaussée de Chatelineau) | Montignies-sur-Sambre       | Henegouwen       |          |               |            | 750           |               |           |      |
| Watertoren Montignies-sur-Sambre (Rue du Marais)           | Montignies-sur-Sambre       | Henegouwen       |          |               |            | 290           |               |           |      |
| Watertoren Montignies-sur-Sambre (Place des Porions)       | Montignies-sur-Sambre       | Henegouwen       | 1946     |               |            | 2500          | 2500          |           |      |
| Watertoren Montignies-sur-Sambre (Rives de Couillet)       | Montignies-sur-Sambre       | Henegouwen       | 1922     |               |            | 1000          |               |           |      |
| Watertoren Montignies-sur-Sambre (Rue des Châteaux d'Eaux) | Montignies-sur-Sambre       | Henegouwen       | 1904     |               |            | 800           |               |           |      |
| Watertoren Montignies-sur-Sambre (Rue Pensée)              | Montignies-sur-Sambre       | Henegouwen       | 1956     |               |            | 1500          |               |           |      |
| Watertoren Montignies-sur-Sambre (Rue Warmonceau)          | Montignies-sur-Sambre       | Henegouwen       | 1894     |               |            | 1500          |               |           |      |
| Watertoren (Morlanwelz)                                    | Morlanwelz                  | Henegouwen       | 1979     |               |            | 1500          |               |           |      |
| Watertoren (Moulbaix)                                      | Moulbaix                    | Henegouwen       |          |               |            | 200           |               |           |      |
| Watertoren (Nalinnes)                                      | Nalinnes                    | Henegouwen       | 1984     |               |            | 1000          |               |           |      |
| Watertoren (Néchin)                                        | Néchin                      | Henegouwen       | 1955     |               |            | 800           |               |           |      |
| Watertoren Neufvilles (Rue Caulier)                        | Neufvilles                  | Henegouwen       |          |               |            |               |               |           |      |
| Watertoren Neufvilles (Rue Clypot)                         | Neufvilles                  | Henegouwen       |          |               |            | 150           |               |           |      |
| Watertoren (Noirchain)                                     | Noirchain                   | Henegouwen       | 1935     |               |            | 100           |               |           |      |
| Watertoren (Obaix)                                         | Obaix                       | Henegouwen       |          |               |            |               |               |           |      |
| Watertoren Obourg (Rue du camp)                            | Obourg                      | Henegouwen       |          |               |            | 100           |               |           |      |
| Watertoren Obourg (Rue de la Brisée)                       | Obourg                      | Henegouwen       |          |               |            | 25            |               |           |      |
| Watertoren (Opzullik)                                      | Opzullik                    | Henegouwen       | 1961     |               |            | 150           |               |           |      |
| Watertoren (Ormeignies)                                    | Ormeignies                  | Henegouwen       | 1967     |               |            | 200           |               |           |      |
| Watertoren (Ostiches)                                      | Ostiches                    | Henegouwen       | 1994     |               |            | 800           |               |           |      |
| Watertoren Pâturages (Bois l'Evêque)                       | Pâturages                   | Henegouwen       |          |               |            | 150           | 420           |           |      |
| Watertoren Pâturages (Rue Maréchal Joffre)                 | Pâturages                   | Henegouwen       |          |               |            | 400           |               |           |      |
| Watertoren (Pecq)                                          | Pecq                        | Henegouwen       |          |               |            |               |               |           |      |
| Watertoren (Peissant)                                      | Peissant                    | Henegouwen       | 1958     |               |            | 200           |               |           |      |
| Watertoren (Péruwelz)                                      | Péruwelz                    | Henegouwen       | 1939     |               |            | 400           |               |           |      |
| Watertoren (Petit-Rœulx-lez-Nivelles)                      | Petit-Rœulx-lez-Nivelles    | Henegouwen       |          |               |            |               |               |           |      |
| Watertoren (Piéton)                                        | Piéton                      | Henegouwen       |          |               |            |               |               |           |      |
| Watertoren (Pironchamps)                                   | Pironchamps                 | Henegouwen       |          |               |            |               |               |           |      |
| Watertoren (Pont-à-Celles)                                 | Pont-à-Celles               | Henegouwen       | 1984     |               |            | 500           |               |           |      |
| Watertoren Quaregnon (Rue Louis Blanqui)                   | Quaregnon                   | Henegouwen       | 1937     |               |            | 500           |               |           |      |
| Watertoren Quaregnon (Rue du Château d'eau)                | Quaregnon                   | Henegouwen       |          |               |            |               |               |           |      |
| Watertoren Quevaucamps (Route des Fours à chaux)           | Quevaucamps                 | Henegouwen       |          |               |            |               |               |           |      |
| Watertoren Quevaucamps (Rue Joseph Wauters)                | Quevaucamps                 | Henegouwen       | 1937     |               |            | 100           |               |           |      |
| Watertoren (Quiévrain)                                     | Quiévrain                   | Henegouwen       | 1900     |               |            | 300           |               |           |      |
| Watertoren Ramegnies-Chin (Avenue de Picardie)             | Ramegnies-Chin              | Henegouwen       | 1932     |               |            | 80            |               |           |      |
| Watertoren Ramegnies-Chin (Chaussée de Tournai)            | Ramegnies-Chin              | Henegouwen       | 1905     |               |            | 30            |               |           |      |
| Watertoren (Ransart)                                       | Ransart                     | Henegouwen       | 1952     |               |            | 450           |               |           |      |
| Watertoren Ressaix (Rue Albert et Isabelle)                | Ressaix                     | Henegouwen       |          |               |            | 550           |               |           |      |
| Watertoren Ressaix (Charbonnage Sainte-Marguerite)         | Ressaix                     | Henegouwen       |          |               |            |               |               |           |      |
| Watertoren (Roisin)                                        | Roisin                      | Henegouwen       | 1957     |               |            | 150           |               |           |      |
| Watertoren (Rongy)                                         | Rongy                       | Henegouwen       | 1965     |               |            | 500           |               |           |      |
| Watertoren (Roucourt)                                      | Roucourt                    | Henegouwen       |          |               |            | 75            |               |           |      |
| Watertoren (Rouveroy)                                      | Rouveroy                    | Henegouwen       |          |               |            |               |               |           |      |
| Watertoren (Roux)                                          | Roux                        | Henegouwen       | 1945     |               |            | 600           |               |           |      |
| Watertoren Saint-Ghislain (Rue de la Rivierette)           | Saint-Ghislain              | Henegouwen       |          |               |            |               |               |           |      |
| Watertoren Saint-Ghislain (Rue Martin)                     | Saint-Ghislain              | Henegouwen       |          |               |            |               |               |           |      |
| Watertoren Saint-Ghislain (Place Albert 1er)               | Saint-Ghislain              | Henegouwen       | 1911     |               |            |               |               |           |      |
| Watertoren (Saint-Maur)                                    | Saint-Maur                  | Henegouwen       |          |               |            | 50            |               |           |      |
| Watertoren Seneffe (Rue de Renissart)                      | Seneffe                     | Henegouwen       | 1957     |               |            | 100           |               |           |      |
| Watertoren Seneffe (Rue de la Houssière)                   | Seneffe                     | Henegouwen       | 1981     |               |            | 1000          |               |           |      |
| Watertoren Seneffe (Rue de Soudremont)                     | Seneffe                     | Henegouwen       | 1971     |               |            | 1500          |               |           |      |
| Watertoren (Sirault)                                       | Sirault                     | Henegouwen       | 1960     |               |            | 200           |               |           |      |
| Watertoren s-Gravenbrakel (Rue de France)                  | 's-Gravenbrakel             | Henegouwen       | 1979     |               |            | 1000          | 500           |           |      |
| Watertoren s-Gravenbrakel (Rue de l'Industrie)             | 's-Gravenbrakel             | Henegouwen       |          |               |            |               |               |           |      |
| Watertoren (Souvret)                                       | Souvret                     | Henegouwen       | 1932     |               |            | 150           |               |           |      |
| Watertoren Stambruges (Chemin du Bois)                     | Stambruges                  | Henegouwen       |          |               |            |               |               |           |      |
| Watertoren Stambruges (Rue du Happart)                     | Stambruges                  | Henegouwen       | 1962     |               |            | 350           |               |           |      |
| Watertoren Stambruges (Rue du Fayt)                        | Stambruges                  | Henegouwen       |          |               |            |               |               |           |      |
| Watertoren (Strépy-Bracquegnies)                           | Strépy-Bracquegnies         | Henegouwen       |          |               |            |               |               |           |      |
| Watertoren (Taintignies)                                   | Taintignies                 | Henegouwen       | 1969     |               |            | 500           |               |           |      |
| Watertoren (Tertre)                                        | Tertre                      | Henegouwen       | 1949     |               |            | 400           |               |           |      |
| Watertoren (Thieu)                                         | Thieu                       | Henegouwen       |          |               |            | 500           |               |           |      |
| Watertoren (Thieulain)                                     | Thieulain                   | Henegouwen       | 1971     |               |            | 600           |               |           |      |
| Watertoren (Thieusies)                                     | Thieusies                   | Henegouwen       | 1954     |               |            | 80            |               |           |      |
| Watertoren Thuin (Rue de la Demi-Lune)                     | Thuin                       | Henegouwen       | 1905     |               |            | 200           |               |           |      |
| Watertoren Thuin (Rue des Bonniers)                        | Thuin                       | Henegouwen       |          |               |            |               |               |           |      |
| Watertoren (Trazegnies)                                    | Trazegnies                  | Henegouwen       | 1935     |               |            | 350           |               |           |      |
| Watertoren Trivières (Rue de l'Egalité)                    | Trivières                   | Henegouwen       |          |               |            | 60            |               |           |      |
| Watertoren Trivières (Rue du Quesnoy)                      | Trivières                   | Henegouwen       |          |               |            |               |               |           |      |
| Watertoren (Viesville)                                     | Viesville                   | Henegouwen       | 1940     |               |            | 150           |               |           |      |
| Watertoren (Villers-Poterie)                               | Villers-Poterie             | Henegouwen       |          |               |            |               |               |           |      |
| Watertoren (Villers-Saint-Amand)                           | Villers-Saint-Amand         | Henegouwen       |          |               |            | 100           |               |           |      |
| Watertoren (Villers-Saint-Ghislain)                        | Villers-Saint-Ghislain      | Henegouwen       |          |               |            | 100           |               |           |      |
| Watertoren (Wihéries)                                      | Wihéries                    | Henegouwen       | 1949     |               |            | 150           |               |           |      |
| Watertoren (Zinnik)                                        | Zinnik                      | Henegouwen       | 2003     |               |            | 200           |               |           |      |

Antwerpen ·
Brussel ·
Henegouwen ·
Limburg ·
Luik ·
Luxemburg ·
Namen ·
Oost-Vlaanderen ·
Vlaams-Brabant ·
Waals-Brabant ·
West-Vlaanderen